# Setem-atef-Usir
Setem-atef-Usir ist die Bezeichnung einer altägyptischen Totengottheit, die in  der griechisch-römischen Zeit als Titel für Harsiese verwendet wurde. 
In einer weiteren Gleichsetzung stellte Setem-atef-Usir als Sohn von Osiris den Himmelsgott Horus dar. Besonders eng war schließlich die Verbindung von Setem-atef-Usir und Min, da wiederum Min, der sich selbst gezeugt hatte, auch mit Osiris verschmolzen war. 